# ジャフナ王国

ジャフナ王国
ஆரியச்சக்கரவர்த்தி அரசு
Jaffna kingdom
Kingdom of Aryacakravarti

1350年の最大版図と1619年の領域

ジャフナ王国（ジャフナおうこく、タミル語: யாழ்ப்பாண அரசு、英語: Jaffna kingdom）は、1215年から1624年までスリランカ北部に存在した王国。首都はジャフナ半島のナルア（現在のジャフナ郊外）。

## 歴史
ジャフナ王国の起源は、13世紀初頭にインドのカリンガ国からスリランカに侵入したカーリンガ・マーガ王とされる。 王国はスリランカ北部、北東部それに北西部にて権力を確立するも、1258年には南インドのパーンディヤ朝に従属を強いられた。しかしパーンディヤ朝の分裂とハルジー朝のマリク・カーフールのマドゥライ攻略により1323年には独立を回復した。 14世紀初頭から中盤にかけてジャフナ王国はスリランカにおける最大勢力となり、他の国々をその傘下に収めた。しかし次第にコーッテ王国が台頭するようになり、1450年頃には逆にその支配下に入ることとなった。
コーッテ王国の支配も長くは続かず、1467年には再び独立を回復、ジャフナ王国は繁栄の時代を迎えることになる。この時代は多くのタミル文学が生み出され、また言語の発展のための学院も含めたヒンドゥー寺院が建築された。
1505年には新たにポルトガルがこの島に上陸、内陸のシンハラ諸王国と南インドを繋ぐ戦略上の要であるポーク海峡に政治的な問題が生じるようになった。多くの王はポルトガルの脅威に晒されながらも、最終的には和平を結ぶことに成功した。しかし1617年、王位を奪取したカンキリ2世は再びポルトガルの脅威に直面するもこれに敗れ、王国は1619年に滅亡した。 その後もタンジャーヴール・ナーヤカ朝の支援を受けたMigapulle Arachchiが反乱を起こすなどしたものの、それらも失敗に終わり、ジャフナにはポルトガルの支配が確立することとなった。